# بيتر بنتلي
بيتر بنتلي (بالإنجليزية: Peter Bentley) هو شخصية أعمال أمريكي، ولد في 17 مارس 1930 في فيينا في النمسا.